# Love at First Sight
„Love at First Sight“ је песма аустралијске певачице Кајли Миног. Песма је објављена као трећи сингл са њеног осмог студијског албума Fever у 10. јуна 2002. године, у издању дискографских кућа Парлофон и Капитол Рекордс.

## Информација
Песму су написали Миног, Ричард Стенард, Дзулијан Галагер, Аш Хоуз и Мартин Харингтон, а продуцирали Стенард и Галагер. Кад је објављена као сингл, постала је Миног 24. хит на једном од првих 10 места у Уједињеном Краљевству. Песма је номинована за Греми награду у категорији „Најбоља данце снимка“ у 2002. године, и тако донела Миног њену прву номинацију за Греми.
У песми каже да је имала један од оних дана кад је мислила да ће полудјети, све док није дошао он. Тад је све од погрешног постало исправно, звезде су дошле и испуниле небо, музика коју је свирао узбуркала је њене мисли.
Песма није слична Миног пређашњој песми "Love at First Sight" с њеног дебитантског албума  (1988).

## Успех на топ листама
Песма "Love at First Sight" је објављена 10. јуна 2002. године у Великој Британији, дебитовала је на другу месту и укупно провела дванаест недеља на топ-листама. Такође постала је Миног треће издање на врху аирплаи лествица у Великој Британији. Песма је била успешна и изван Велике Британије. Доспјела је на место између првих 10 у Израелу, Хонгконгу, Канади, Мађарској, Ирској, Новом Зеланду. Док је у Миног родној Аустралији песма дебитовала на трећем месту на лествици. Добила је златну сертификацију од Аустралије за преко 35.000 продатих примерака.
Због одличних критика, песма је објављена у САД са другачијим аранжманом који. Миног је пре нашла успех на Билборд хот 100. "Love at First Sight" постало је њено друго узастопно издање које је доспело на једном од првих 40 места на Билборд лествицама, доспијевајући на 23. место. Нашла се и на денс лествици и то на првом месту.

## Листа песама
Међународни CD сингл 1
-{
1. "Love at First Sight" - 3:59
2. "Can't Get Blue Monday Out of My Head" - 4:03
3. "Baby" - 3:48
4. "Love at First Sight" (Видео-спот)}-

Међународни CD сингл 2
-{
1. "Love at First Sight" - 3:59
2. "Love at First Sight" (Ruff and Jam Club Mix) - 9:31
3. "Love at First Sight" (The Scumfrog's Beauty and the Beast Vocal Edit) - 4:26}-

Аустралијски CD сингл
-{
1. "Love at First Sight" - 3:59
2. "Can't Get Blue Monday Out of My Head" - 4:03
3. "Baby" - 3:48
4. "Love at First Sight" (Ruff and Jam Club Mix) - 9:31
5. "Love at First Sight" (Twin Masterplan Mix) - 5:55
6. "Love at First Sight" (The Scumfrog's Beauty and the Beast Vocal Edit) - 4:26

}-

## Топ листе
| Топ лествица (2002.)                | Највиша позиција на листи |
| ----------------------------------- | ------------------------- |
| Аустралија                          | 3                         |
| Аустрија                            | 29                        |
| Данска                              | 6                         |
| Финска                              | 18                        |
| Француска                           | 33                        |
| Италија                             | 8                         |
| Низоземска                          | 22                        |
| Нови Зеланд                         | 9                         |
| Њемачка                             | 16                        |
| Румунија                            | 3                         |
| Швицарска                           | 22                        |
| Велика Британија                    | 2                         |
| САД (Билборд хот 100)               | 23                        |
| САД (Billboard Pop Songs)           | 12                        |
| САД (Billboard Hot Dance Club Play) | 1                         |